# Jahel Quiroga
Jahel Quiroga Carrillo (Chaparral, siglo XX) es una ingeniera industrial, defensora de los derechos humanos y política de Colombia. Actualmente es senadora de la República.
Perteneciente al partido Unión Patriótica siendo una de las sobrevivientes del genocidio contra los miembros de esta organización. En las elecciones legislativas de 2022 resultó electa como senadora por la lista cerrada de la coalición política conocida como Pacto Histórico.

## Primeros años
Jahel Quiroga Carrillo nació en Chaparral, Tolima y creció en un entorno marcado por violencia política, incluyendo un ataque a su padre en una plaza pública por parte de adversarios políticos. Su educación se desarrolló en escuelas públicas y estuvo influenciada por figuras cercanas como Celmira Cruz, una activista, y su tía Matilde, quien le introdujo a literatura progresista.
Estudió Ingeniería Industrial en la Universidad Distrital en Bogotá.

## Unión Patriótica
En 1985, tras los Acuerdos de Paz entre las Fuerzas Armadas Revolucionarias de Colombia y el gobierno de Belisario Betancur, inició su participación en el movimiento político Unión Patriótica, lo que definió su futura trayectoria en el activismo social y político.
Fue elegida concejal de Barrancabermeja en 1988, en dicho concejo también laboraba Jorge Orlando Higuita Rojas quien era su compañero de bancada y quien fue asesinado en 1989.
En el año 1992 fue nuevamente elegida al concejo de Barrancabermeja pero no pudo terminar su periodo debido a amenazas contra su vida, se exilió en Estados Unidos por un año.
En 1993 fundó la ONG Reiniciar junto con Aída Avella y otros militantes sobrevivientes de la Unión Patriótica, con el propósito de asistir a víctimas de violaciones a los derechos humanos y documentar el genocidio de su grupo político. Tras recibir amenazas se exilió en Europa. En diciembre de 1993 Quiroga llevó el caso del genocidio de la Unión Patriótica a la Comisión Interamericana de Derechos Humanos debido a que las investigaciones judiciales no avanzaban en Colombia.
Ha formado parte del concejo directivo internacional de la Organización Mundial Contra la Tortura (OMCT) del cual también es miembro de la asamblea general.

## Pacto Histórico

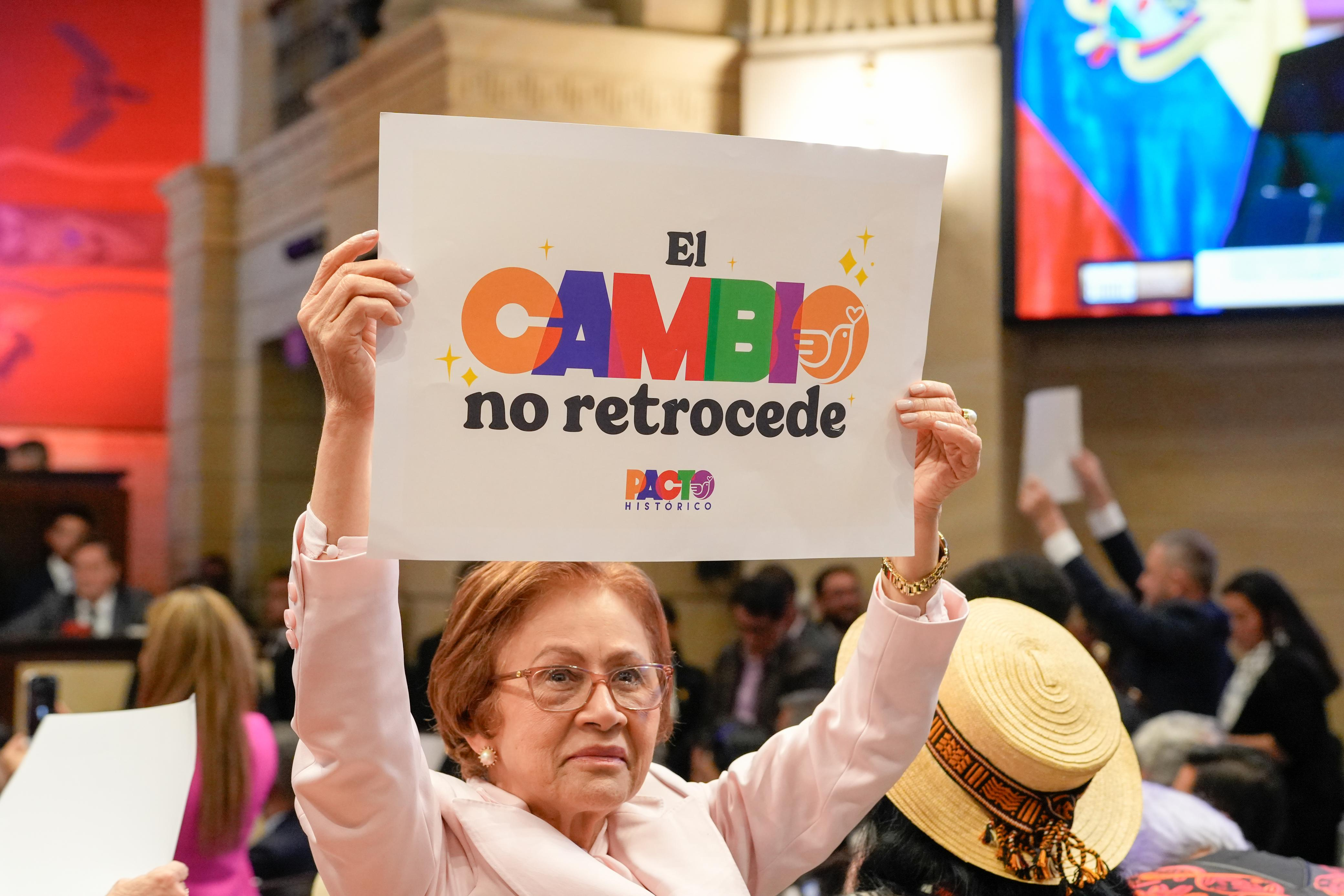
Jahel Quiroga en 2025

En 2022 Quiroga resultó electa en la lista cerrada para el senado de la república en representación de la Unión Patriótica de la coalición política conocida como Pacto Histórico, ideada por el entonces candidato presidencial Gustavo Petro y que aglutinaba a varios movimientos sociales y políticos de izquierda y centro izquierda.

## Reconocimientos
Quiroga recibió en el año 2012  la Orden del Congreso de Colombia en el grado de Caballero por su contribución a la defensa de los derechos humanos de las víctimas del partido Unión Patriótica.